# Торрес, Макнелли
Макне́лли То́ррес Берри́о (исп. Macnelly Torres Berrío; 1 ноября 1984, Барранкилья, Колумбия) — колумбийский футболист, атакующий полузащитник, клуба «Депортиво Кали» и сборной Колумбии.

## Клубная карьера
Торрес воспитанник клуба «Атлетико Хуниор». В 2002 году он дебютировал за команду в Кубке Мустанга, а уже в 2004 помог завоевать золотые медали первенства. В 2005 году Макнелли перешёл в «Кукута Депортиво», в составе которого спустя год во второй стал чемпионом Колумбии, а также помог команде в Кубке Либертадорес.
В 2008 году чилийский «Коло-Коло» не смог подписать аргентинца Хесуса Датоло и пригласил вместо него Торреса. После долгих переговоров между клубами Макнелли отправился в Чили. 16 июля в мачте против «Провинсиаль Осорно» он сделал «дубль», забив первые голы за «Коло-Коло». В своем первом же сезоне Торрес выиграл чилийскую Примеру, а через год повторил достижение. В 2011 году Макнелли вернулся на родину, где подписал контракт с «Атлетико Насьональ». 6 февраля в матче против «Энвигадо» он дебютировал за новую команду. 6 марта в поединке против своей родной команды «Атлетико Хуниор» Макнелли сделал «дубль», забив дебютные мячи за «Насьональ». В дебютном сезоне Торрес помог выиграть клубу Кубок Мустанга.
Летом того же года на правах аренды Макнелли перешёл в мексиканский «Сан-Луис». 24 июля в матче против УНАМ Пумас он дебютировал в мексиканской Примере. 28 августа в поединке против «Гвадалахары» Торрес забил свой первый гол за новую команду. После возвращения из аренды он помог «Атлетико» ещё раз выиграть чемпионат и завоевать Кубок Колумбии.
Летом 2013 года Макнелли перешёл в аравийский «Аль-Шабаб». 26 августа в матче против «Аль-Иттихад» он дебютировал в чемпионате Саудовской Аравии. 25 октября в поединке против «Наджрана» Торрес забил свой первый гол за клуб. В 2015 году он вернулся в Атлетико Насьональ, а спустя год стал обладателем Кубка Либертадорес в его составе.

## Международная карьера
В 2003 году в составе молодёжной сборной Колумбии Торрес участвовал в молодёжном Чемпионате мира в ОАЭ и завоевал бронзовые медали.
В 2007 году Макнелли попал в заявку национальной команды на Золотой кубок КОНКАКАФ. В матче против сборных Гондураса он дебютировал за сборную Колумбии.
В 2007 году Торрес принял участие в Кубке Америки. На турнире он сыграл в поединках против сборных Парагвая, Аргентины и США. 11 февраля 2009 года в товарищеском матче против сборной Гаити Макнелли забил свой первый гол за сборную.

### Голы за сборную Колумбии
| #  | Дата            | Место                                                 | Противник | Счёт | Результат | Соревнование                     |
| -- | --------------- | ----------------------------------------------------- | --------- | ---- | --------- | -------------------------------- |
| 1. | 11 февраля 2009 | Эрнан Рамирес, Перейра, Колумбия                      | Гаити     | 2:0  | 2:0       | Товарищеский матч                |
| 2. | 29 марта 2009   | Эль Кампин, Богота, Колумбия                          | Боливия   | 1:0  | 2:0       | Чемпионат мира 2010 квалификация |
| 3. | 22 марта 2013   | Метрополитано Роберто Мелендес, Барранкилья, Колумбия | Боливия   | 1:0  | 4:0       | Чемпионат мира 2014 квалификация |
| 4. | 1 сентября 2016 | Метрополитано Роберто Мелендес, Барранкилья, Колумбия | Венесуэла | 2:0  | 2:0       | Чемпионат мира 2018 квалификация |

## Достижения
Командные
 «Атлетико Хуниор»
- Чемпионат Колумбии по футболу — Финалисасьон 2004

 «Кукута Депортиво»
- Чемпионат Колумбии по футболу — Финалисасьон 2006

 «Коло-Коло»
- Чемпионат Чили по футболу — Кл. 2008
- Чемпионат Чили по футболу — Кл. 2009

 «Атлетико Насьональ»
- Чемпионат Колумбии по футболу — Апертура 2011
- Чемпионат Колумбии по футболу — Апертура 2013
- Чемпионат Колумбии по футболу — Клаусура 2015
- Чемпионат Колумбии по футболу — Апертура 2017
- Обладатель Кубка Колумбии — 2012, 2016
- Обладатель Кубка Либертадорес — 2016
- Обладатель Рекопы — 2017

Международные
 Колумбия (до 20)
- Чемпионат мира по футболу среди молодёжных команд — 2003